# Barbus sperchiensis
Barbus sperchiensis är en fiskart som beskrevs av Stephanidis, 1950. Barbus sperchiensis ingår i släktet Barbus och familjen karpfiskar. IUCN kategoriserar arten globalt som nära hotad. Inga underarter finns listade.